# Louie Louie
Louie Louie är en sång skriven av Richard Berry och utgiven 1957 på Flip Records framförd av Richard Berry and the Pharaohs. Den är enligt Encyclopædia Britannica den näst mest inspelade popsången. Den mest inspelade lär vara Paul McCartneys Yesterday.

## Covers
- Inspelad av garagerockbandet The Kingsmen 1963 i en version där sångaren Jack Elys sluddrade sångtext kom att utgöra grunden för en FCC-utredning angående låtens eventuella obscenitet.[2] Deras inspelning är en av de framstående: nådde #2 på Billboardlistan och listades som #55 på musiktidskriften Rolling Stone Magazine The 500 Greatest Songs of All Time 2004[3] Kingsmen-versionen av låten användes även som ledmotiv till filmen Deltagänget.
- Även hårdrocks-bandet Motörhead har haft en hit med låten. Under en intervju berättade sångaren Lemmy Kilmister att han anser Louie Louie vara världens bästa låt.

Andra band och artister som spelat in Louie Louie är bland andra:
| - The Alarm Clocks - Tuck Andress - Angel Corpus Christi - The Angels - The Arondies - The Athenians - Australian Crawl - The Basement Wall - The Beach Boys - The Beau Brummels - John Belushi - Black Flag - Jim Capaldi - Charlie & The Tunas - Stanley Clarke/George Duke - Coalition of Unified Men - Al Copley - Countdown Players - The Countdown Singers - David & the High Spirit - Dee Jay & The Runaways - Don & the Goodtimes - Michael Doucet - D.R.I. - Jack Ely - The Esquires - The Fall - The Fat Boys | - The Feelies - The Flamin' Groovies - Flash Cadillac & The Continental Kids - Flavor - Pete Fountain - Friar Tuck - Girl Trouble - Guru Josh - The Gurus - Wilbert Harrison - Sherman Helmsley - Hit Crew - Holiday Band - David Holt - Iggy & the Stooges - The Iguanas - Impossibles - The Invictas - Jan & Dean - Joan Jett & the Blackhearts - The King-Beats - The Kinks - Tony Lane & the Fabulous Spades - The Last - League of Decency - Legends - Little Bill & the Bluenotes - Julie London | - The Marsadees - The Maytals - Mr. Epp - Willie Mitchell - R. Stevie Moore - The Mystery Band - The Neighb'rhood Childr'n - The New Original Sonic Sounds - The Night of the Cookers - The Nomads - OBK - Outcasts - Pink Finks - Robert Plant - Steve Plunkett - Iggy Pop - The Pretenders - The Pyramids - Quality Singers - Louie Rankin - The Really Eclectic String Quartet - Otis Redding - Peter Reese & The Pages - Paul Revere & the Raiders - Rockin' Robin Roberts - The Sandpipers - Mongo Santamaria - The Sentinels | - The Sisters of Mercy - Skid Row - The Sonics - Sounds Orchestral - The Standells - The Surfaris - Swamp Rats - The Swingin' Medallions - Thee Headcoats - Johnny Thunders - Tiger Moon - The Topics - The Troggs - Ike & Tina Turner - Tyme Code - Urmas Plant - The Ventures - The Viceroys - The Wailers (1960-tals garagerockgruppen från Tacoma, Washington, inte reggaebandet) - Travis Wammack - The West Coast Pop Art Experimental Band - Ian Whitcomb - Barry White - Johnny Winter - Young & Restless - Frank Zappa - Eläkeläiset |